# Pereiro (Tabuaço)
Pereiro ist ein Ort und eine ehemalige Gemeinde (Freguesia) im portugiesischen Kreis Tabuaço. Die Gemeinde hatte 138 Einwohner (Stand 30. Juni 2011).
Am 29. September 2013 wurden die Gemeinden Pereiro und Távora zur neuen Gemeinde União das Freguesias de Távora e Pereiro zusammengeschlossen.